# Thelyphassa chrysophana
Thelyphassa chrysophana là một loài bọ cánh cứng trong họ Oedemeridae. Loài này được Hudson miêu tả khoa học năm 1975.